# Bactericera tremblayi
Bactericera tremblayi är en insektsart som först beskrevs av Wagner 1961.  Bactericera tremblayi ingår i släktet Bactericera och familjen spetsbladloppor.
Artens utbredningsområde är Iran. Inga underarter finns listade i Catalogue of Life.